# Ram Prasad Bismil
Ram Prasad Bismil (Shahjahanpur, 11 de juny de 1897 - Gorakhpur, 19 de desembre de 1927) va ser un revolucionari indi que va participar en la conspiració de Mainpuri de 1918, i en la conspiració de Kakori de 1925, i va lluitar contra l'imperialisme britànic. A més de ser un lluitador per la llibertat, va ser un poeta patriòtic i va escriure en hindi i l'urdú amb els pseudònims Ram, Agyat i Bismil. No obstant això, es va fer popular només amb el cognom Bismil. Se'l relaciona amb Arya Samaj, d'on va treure la inspiració de Satyarth Prakash, un llibre escrit per Dayananda Saraswati. També va tenir una relació confidencial amb Lala Har Dayal través del seu guru Swami Somdev, pregoner d'Arya Samaj.
Bismil va ser un dels membres fundadors de l'organització revolucionària Associació Republicana Socialista de l'Hindustan. Bhagat Singh el va elogiar com un gran poeta de l'urdu i hindi, que també havia traduït els llibres Catherine de l'anglès i Bolshevikon Ki Kartoot del bengalí. Ha escrit diversos versos patriòtics, incloent-hi el poema "Sarfaroshi ki Tamanna".